# 561
561 (DLXI) fue un año común comenzado en sábado del calendario juliano, en vigor en aquella fecha.

## Acontecimientos
- 1 de mayo: Concilio general del reino suevo de Gallaecia, con la autorización del rey suevo católico Ariamiro.
- Juan III sucede a Pelagio I como papa

## Fallecimientos
- Ariamiro, rey de los suevos
- 3 de marzo: Pelagio I, papa.
- 25 de noviembre: Clotario, rey de los francos.